# Fractiedrempel
De fractiedrempel is het minimumaantal parlementsleden dat nodig is om een groep als officiële fractie te erkennen. Het heeft invloed op de rechten, middelen en invloed van parlementaire fracties binnen een gekozen orgaan en heeft als doel om politieke versplintering tegen te gaan. Een fractiedrempel verschilt van de kiesdrempel die bepaalt of een partij zetels toegewezen krijgt. Het Europees Parlement hanteert een fractiedrempel van zo'n 3,2%.

## Gevolgen
Een fractiedrempel stimuleert politieke partijen om samen te werken. Wanneer een fractie aan de drempel voldoet, krijgt zij doorgaans extra privileges zoals:
- Toegang tot extra spreektijd tijdens debatten.
- Financiële middelen voor ondersteuning van de fractie.
- Toegang tot commissiefuncties of leidinggevende rollen in het parlement.
- De mogelijkheid om wetgevingsvoorstellen of amendementen in te dienen.

Partijen die zich niet weten aan te sluiten bij een fractie die de fractiedrempel behaalt, verliezen hun zetel(s) niet zoals bij een kiesdrempel. Het voornaamste verschil is dat zij bovenstaande privileges niet ontvangen.

## Gemengde fracties
Onafhankelijke partijen worden meestal administratief gegroepeerd in een gemengde fractie. Dit is een neutrale institutionele fractie waartoe partijen zonder eigen fractie worden gerekend. Deze gemengde fractie kent geen gezamenlijke politieke lijn of ideologie. Deze structuur is bedoeld om hen administratieve ondersteuning te bieden ook al delen ze geen inhoudelijke samenwerking. Een gemengde fractie verdeelt de beschikbare spreektijd net zoals andere fracties onderling. 

## Europees Parlement
In het Europees Parlement geldt een fractiedrempel van minimaal 23 van de 720 zetels, afkomstig uit minstens 7 van de 27 verschillende EU-lidstaten. Dit komt neer op ongeveer 3,2% van het totale aantal zetels afkomstig uit 25% van de kiesdistricten (in dit geval landen). De partijen die deze fractiedrempel niet halen, worden niet-fractiegebonden leden van het Europees Parlement (non-attached) genoemd.
Deze drempel is bedoeld om fragmentatie te voorkomen en samenwerking van partijen over nationale grenzen heen te stimuleren. Fracties in het Europees Parlement genieten aanzienlijke voordelen ten opzichte van partijen of parlementsleden die niet fractiegebonden zijn. Zo ontvangen erkende fracties:
- Meer spreektijd tijdens plenaire vergaderingen.
- Toegang tot specifieke middelen en personeel.
- Een grotere rol bij de verdeling van posities in commissies en delegaties.

Parlementsleden die niet aan een fractie gebonden zijn hebben daarentegen beperkte spreektijd en een kleinere rol in het wetgevingsproces. Dit kan hun invloed op besluitvorming aanzienlijk verminderen.

Door de fractiedrempel van zo'n 3,2% bestaat het Europees Parlement in 2024 uit 8 fracties die meer dan 200 politieke partijen vertegenwoordigen uit 27 landen

## Andere voorbeelden

### Italië
In het Italiaanse parlement geldt een fractiedrempel van zo'n 3,5% (minimaal 14 van de 400 zetels) in de Kamer van Afgevaardigden. Partijen die deze drempel niet halen, worden genoodzaakt om zich binnen twee dagen na de eerste zitting aan te sluiten bij een grotere fractie. Lukt dit niet, dan functioneren zij als onafhankelijke partijen met beperkte rechten die formeel gegroepeerd worden als gruppo misto oftewel gemengde fractie.

### Spanje
In Spanje geldt er een fractiedrempel van zo'n 1,4% (5 van de 350 zetels) voor grupos parlamentarios. Onafhankelijke partijen maken deel uit van een grupo mixto (gemengde fractie). Erkende fracties krijgen toegang tot “voldoende gebouwen en materiële middelen” en krijgen een subsidie toegewezen. De subsidie bestaat uit een vast en een variabel deel waarvan het bedrag afhankelijk is van het aantal zetels van een fractie. De partijen die deel uitmaken van de gemengde fractie dienen hun spreektijd gezamenlijk te verdelen.

### Frankrijk
In de Franse Nationale Vergadering is de drempel voor een officiële fractie ongeveer 2,6% (15 van de 577 zetels). Deze drempel speelt een sleutelrol in de toewijzing van spreektijd en het indienen van moties. Parlementariërs die niet gebonden zijn aan een fractie worden 'non inscrits' genoemd en worden beschouwd als onafhankelijken.

### Duitsland
In Duitsland mogen meerdere partijen één gezamenlijke fractie vormen. Een fractie moet ten minste 5% van de Bondsdag verenigen. Hiermee is de Duitse fractiedrempel hetzelfde als de kiesdrempel. Het vormen van een fractie mag alleen wanneer de partijen in kwestie tijdens de verkiezingen geen concurrenten van elkaar zijn geweest. Het bekendste voorbeeld is de CDU/CSU. De CSU doet enkel in Beieren mee, terwijl de CDU in de overige deelstaten deelneemt.

## Gevolgen
De fractiedrempel heeft zowel voordelen als nadelen:

### Voordelen
- Stimuleert samenwerking en taakverdeling, wat de efficiëntie van het parlementaire werk verhoogt en werkdruk verlaagt.
- Voorkomt politieke versplintering zonder dat dit ten koste gaat van representatie zoals bij een kiesdrempel het geval is.
- Bevordert consensus in het politieke debat en de besluitvorming doordat het kleine partijen een actieve rol geeft.
- Doorbreekt de fractiediscipline omdat partijen binnen fracties wel inhoudelijk afstemmen maar hun eigenheid behouden.[1]

### Nadelen
- Benadeelt kleine partijen die onafhankelijk willen blijven, omdat zij minder toegang krijgen tot middelen en invloed.
- Kan leiden tot samenwerking die niet altijd gebaseerd is op een gedeelde ideologie, maar eerder op pragmatische redenen.
- Binnen een fractie kunnen kleinere partijen een deel van hun invloed verliezen aan grotere partijen.